# Talaván
Talaván – gmina w Hiszpanii, w prowincji Cáceres, w Estramadurze, o powierzchni 98,48 km². W 2011 roku gmina liczyła 906 mieszkańców.